# Тримаран

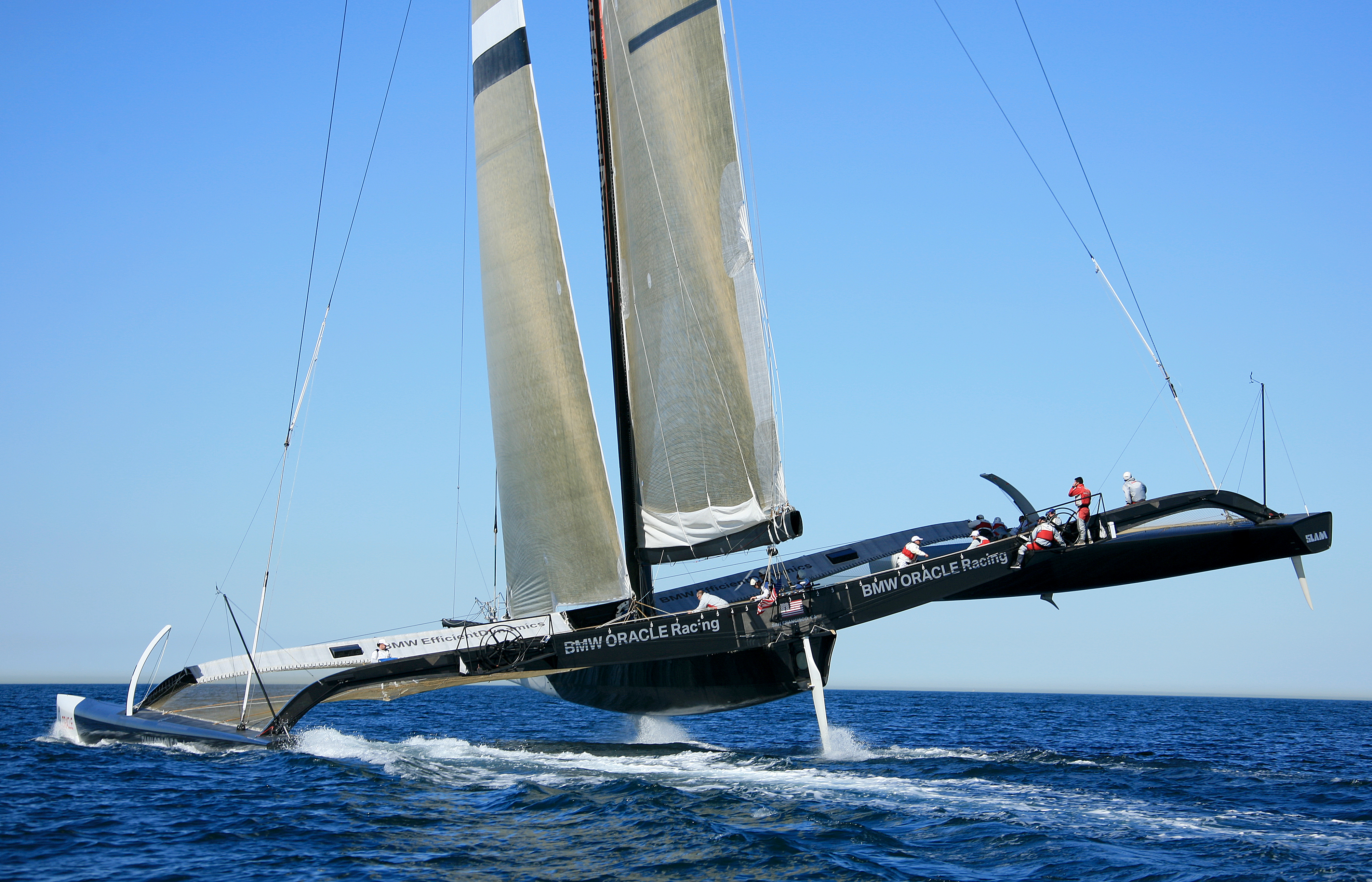
90-футовий гоночний тримаран USA-17

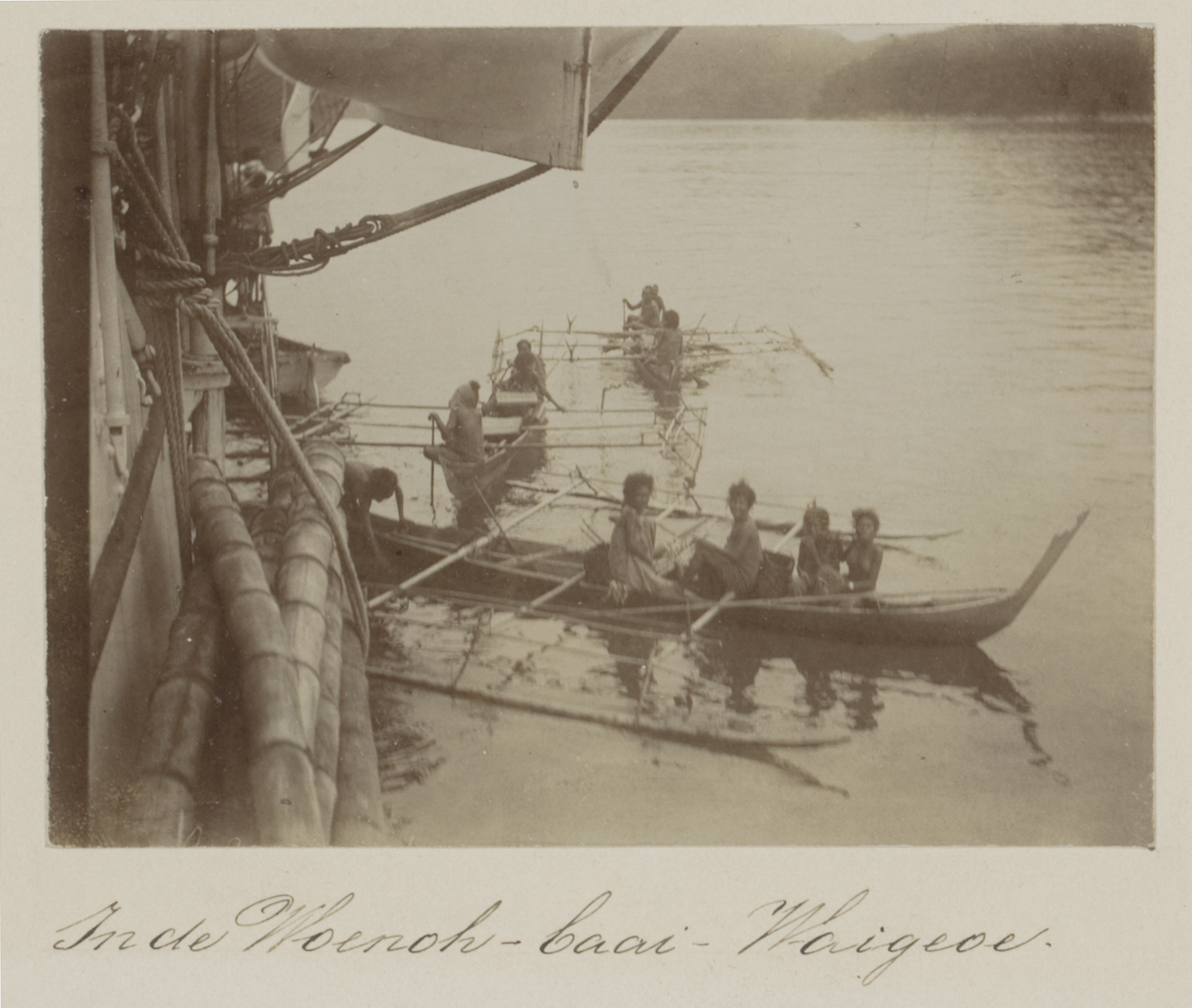
Каное-тримаран, острів Вайгео, Індонезія, 1899—1900

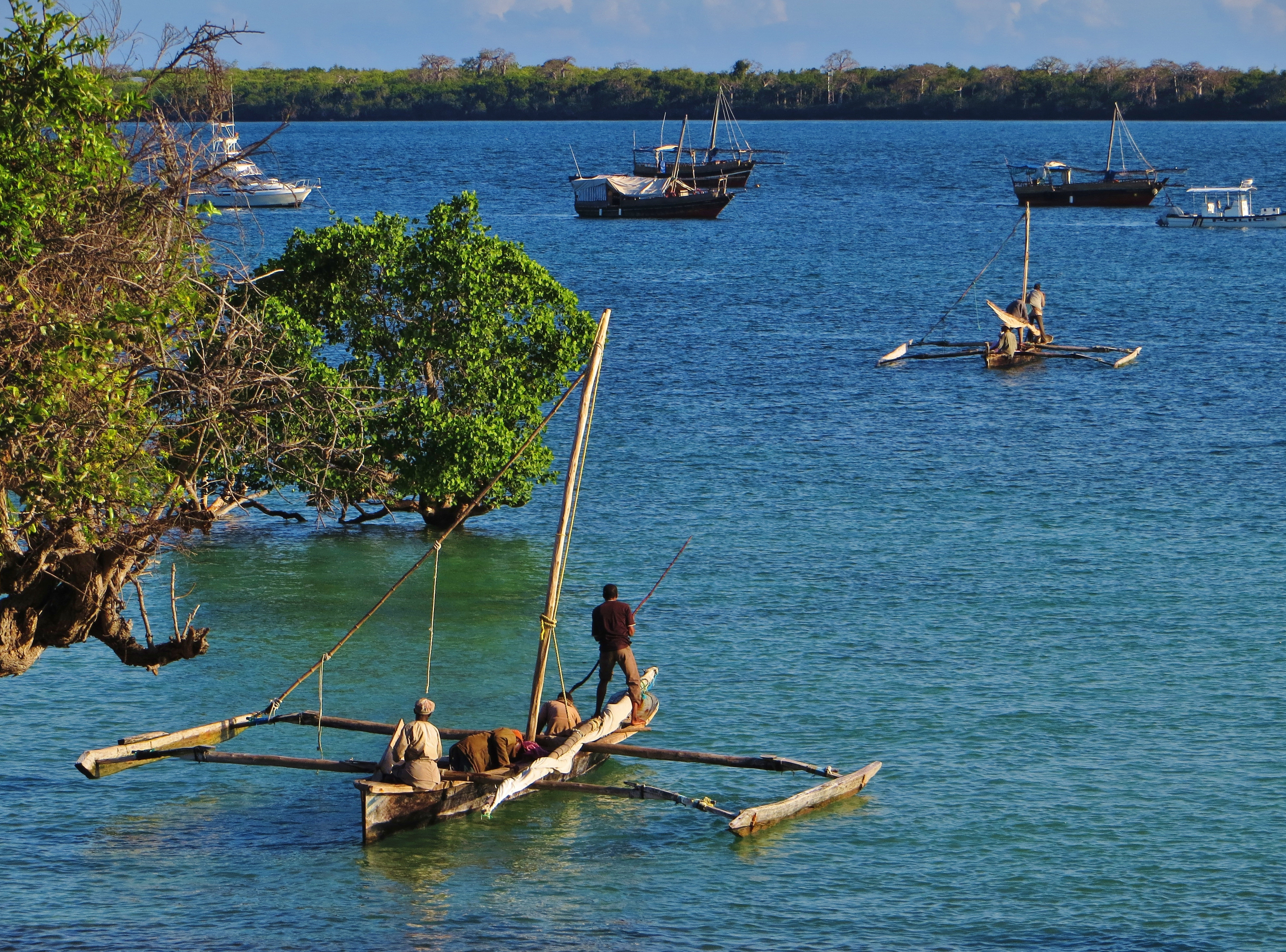
Традиційний тримаран нгалава. Кенія

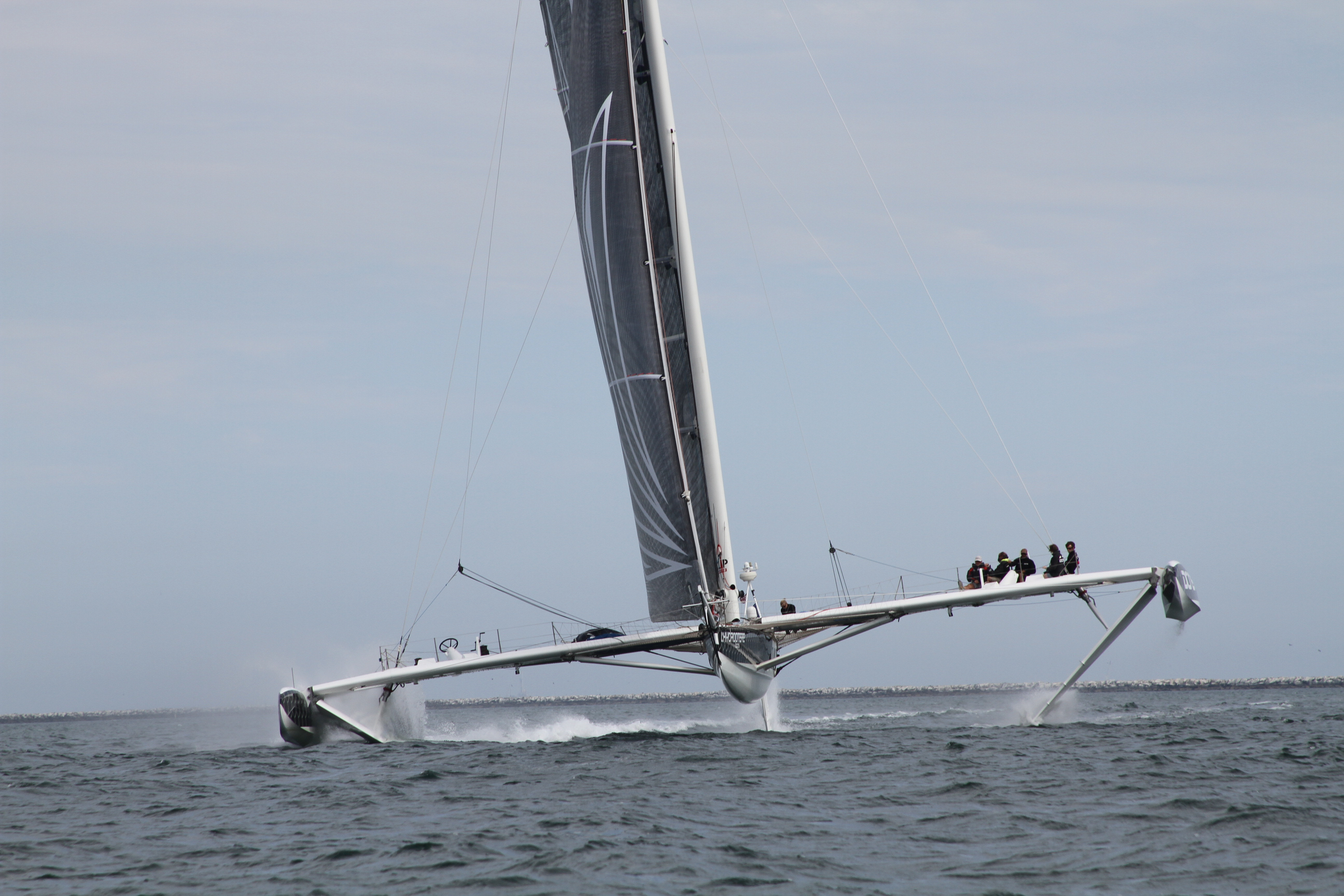
Hydroptere — екстремальний французький тримаран на підводних крилах

Тримаран (від лат. tri — «три» + катамаран) — судно з трьома з'єднаними у надводній частині паралельними корпусами. Має підвищену остійність і хороші морехідні якості.
Завдяки високій остійності конструктивна схема популярна у вітрильному спорті, при розробці концептів гоночних катерів та бойових кораблів.
Як і катамаран, тримаран має відносно велику змочену поверхню корпусу, тому не підходить для спорудження малошвидкісних вантажних суден.

## Історія

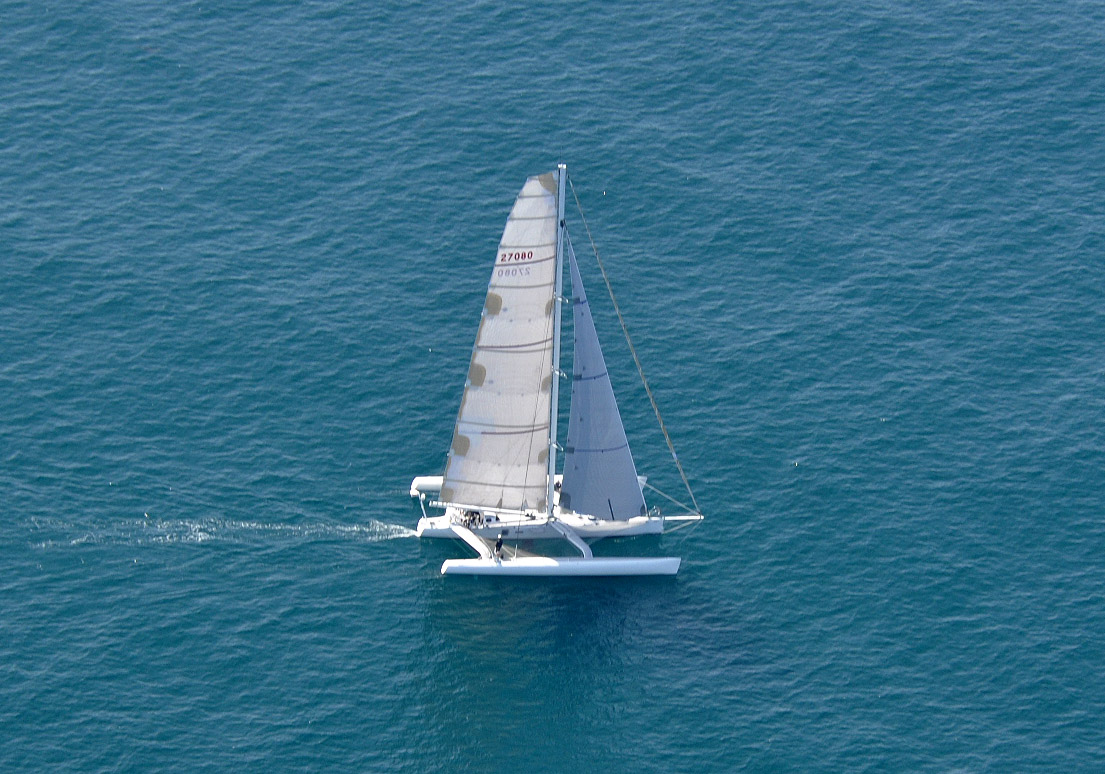
60-футовий тримаран LoeReal

Перші тримарани розпочали будувати австронезійці, жителі островів Південно-Східної Азії майже 4000 років тому, і велика частина сучасної термінології запозичена саме у них. Традиційні австронезійські тримарани «проа» використовуються жителями островів Індійського та Тихого океану дотепер. На цих тримаранах австронезійці на початку першого тисячоліття нашої ери подолали Індійський океан і заселили Мадагаскар, де схожі тримарани і зараз використовуються малагасійцями під назвою «лакана», та населенням узбережжя Суахілі під назвою «нгалава».
В сучасному суднобудуванні багатокорпусні вітрильники (катамарани і тримарани) стали популярними в 1960-1970-і роки. Батько сучасних тримаранів — український льотчик Віктор Чечет, ентузіаст і пропагандист багатокорпусних суден. Чечет був військовим пілотом Царської армії в Першу світову війну, пілотом УЦР, потім емігрував. Проживаючи в США, він побудував два тримарани Eggnog 1 і 2, вони були побудовані з суднобудівної фанери і мали 24 фути завдовжки. Йому належить і саме слово «тримаран». Конструктори Джим Браун, Джон Марплс, Джей Кантола, Кріс Уайт, Норманн Крос і Дік Ньюїк підняли ходові якості і ступінь безпеки круїзних тримаранів на якісно новий рівень.
Тримарани широко використовуються в пасажирських поромах. У 2005 році компанія Austal доставила до Іспанії Benchijigua Express — 127-метровий тримаран для поромного оператора Фреда Олсена, що обслуговував Канарські острови. На той момент це був найдовше у світі алюмінієве судно, здатне перевозити зі швидкістю 40 вузлів 1280 пасажирів і 340 машин або еквівалентний вантаж.

## Тримарани у вітрильному спорті
Завдяки своїм конструктивним особливостям вітрильні тримарани показують видатні результати, які досягаються завдяки великій остійності суден та різкому зменшенні змоченої поверхні при невеликому крені, — коли в воді лишається лише один боковий підвітрений корпус (ama), а основний (vaka) та інший боковий виходять з води.
Рекорд швидкості серед тримаранів належить екстремальному французькому тримарану на підводних крилах «Hydroptere». Його максимальна пікова швидкість — 112 км/год.

## Тримарани у водно-моторних видах спорту
Виконані за трьохточковою схемою глісери використовують тунельний ефект, створюваний передньою частиною корпусу з двома поплавками, тоді як кормовий поплавок несе силову установку, нерідко — реактивний двигун. Такі човни здатні розвивати швидкості понад 300 км/год.

## Тримарани у ВМС

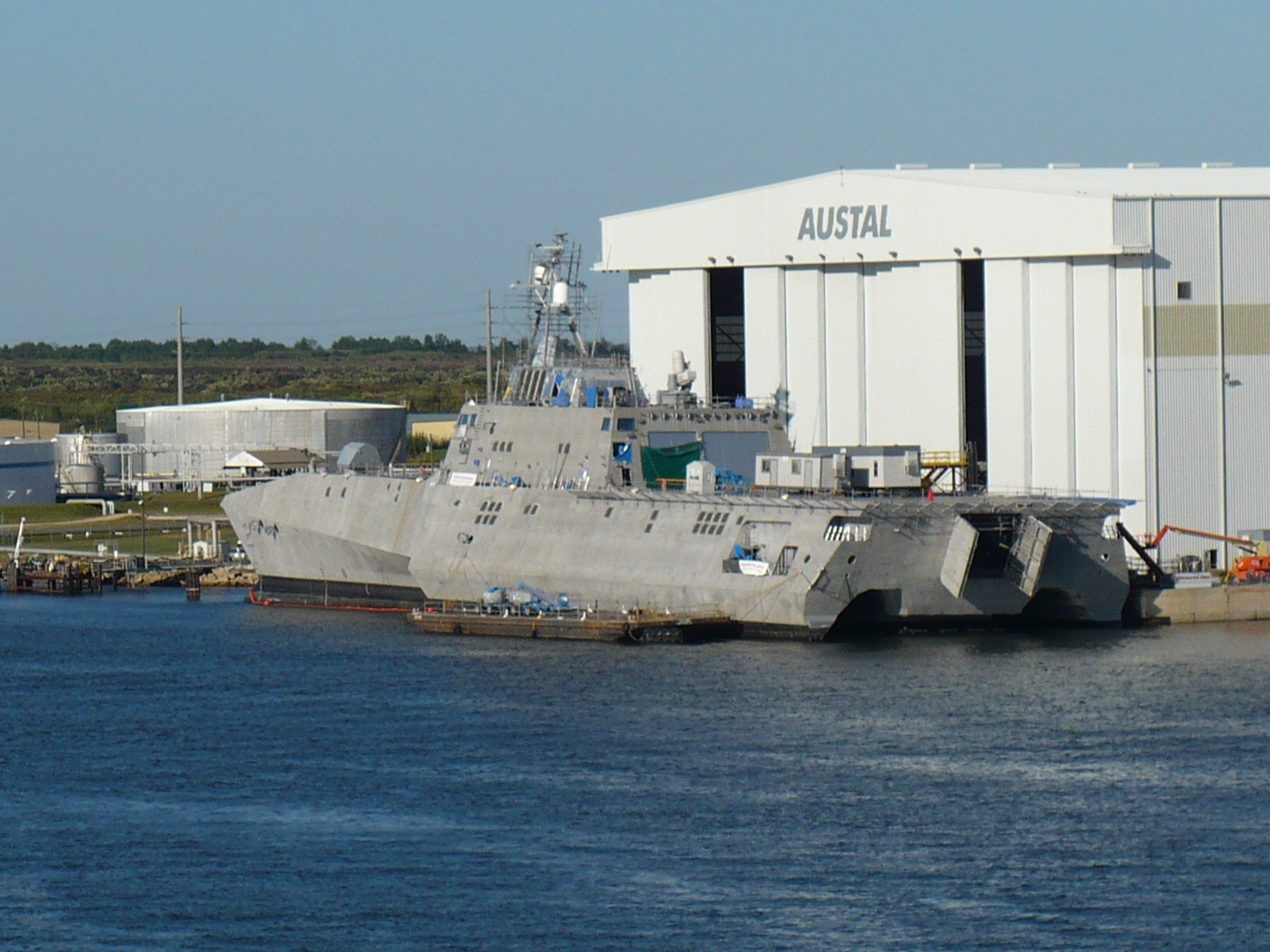
Американський військовий тримаран USS Independence (LCS-2)

Тримаран становить інтерес для конструкторів сучасний бойових кораблів. RV Triton був замовлений Британським оборонним підрядником QinetiQ в 2000 році. У жовтні 2005 ВМС США проводили оцінку вартості спорудження прибережного бойового корабля-тримарана General Dynamics Littoral Combat Ship (LCS), який був спроектований і будується компанією Austal. На початок 2012 року було побудовано 2 судна цього проекту з 10 запланованих. Також військові тримарани будуються в Індонезії; перший корабель за технологією стелс з 4-х запланованих до будівництва, був спущений на воду навесні 2012 року.